# Compañía de Munición 181
La Compañía de Munición 181 (Ca Mun 181) es una subunidad independiente de arsenales del Ejército Argentino creada en 1984 con asiento de paz en el cuartel militar de Puerto Santa Cruz, con dependencia orgánica de la Dirección General de Material y con dependencia funcional de la XI Brigada Mecanizada.

## Origen
Fue creada el 1 de enero de 1984, siendo su primer jefe, el mayor del arma de comunicaciones Alberto Ciro Gravano. La unidad recibió su bandera de guerra por parte de la municipalidad de Puerto Santa Cruz. El objetivo: La compañía de munición 181 sobre la base de su cuadro de organización brindara apoyo logístico y técnico a la Br Mec XI, con el manipuleo, trasporte, distribución y destrucción de efectos Cl V.

## Historia operativa
Entre 1987 y 1992, se construyeron los contenedores para almacenar hasta 2640 m³ de munición y explosivos.
La Compañía participó en noviembre de 2003 de la eliminación de minas antipersonales realizada por el Ejército, en cumplimiento de convenios internacionales.
En agosto de 2007 un accidente provocó una explosión en sus instalaciones, falleciendo en este incidente el sargento Fabio Héctor Vallejos de su dotación.
En marzo de 2010 intervino con sus medios en el ejercicio «Operación Retrógrada» desarrollado en Santa Cruz, con la presencia de la entonces ministra de defensa Nilda Garré. Intervino también en el ejercicio «Bicentenario III» realizado en septiembre de ese año por la XI Brigada Mecanizada en el campo de instrucción «General Adalid».